# Vlčtejn
Vlčtejn är en ort i Tjeckien.   Den ligger i regionen Plzeň, i den västra delen av landet, 80 km sydväst om huvudstaden Prag. Vlčtejn ligger 521 meter över havet och antalet invånare är 101.
Terrängen runt Vlčtejn är platt åt sydost, men åt nordväst är den kuperad. Vlčtejn ligger uppe på en höjd.Runt Vlčtejn är det ganska tätbefolkat, med 100 invånare per kvadratkilometer. Närmaste större samhälle är Plzeň, 17,0 km nordväst om Vlčtejn. Trakten runt Vlčtejn består till största delen av jordbruksmark.